# Neil Doyle
Neil Louis Kilcoyne Doyle (Dundrum (Dublin), 29 april 1978) is een voetbalscheidsrechter uit Ierland. Hij fluit sinds 2011 op het hoogste niveau in Europa.

## Interlands
| Datum             | Wedstrijd               | Uitslag | Competitie        | Kreeg geel | Kreeg voor de tweede keer geel en dus rood | Weggestuurd |
| ----------------- | ----------------------- | ------- | ----------------- | ---------- | ------------------------------------------ | ----------- |
| 11 september 2012 | San Marino – Montenegro | 0 – 6   | WK-kwalificatie   | 5          | 0                                          | 0           |
| 14 augustus 2013  | Roemenië – Slowakije    | 1 – 1   | Vriendschappelijk | 5          | 0                                          | 0           |
| 6 september 2013  | Oekraïne – San Marino   | 9 – 0   | WK-kwalificatie   | 6          | 0                                          | 0           |
| 30 mei 2014       | Zwitserland – Jamaica   | 1 – 0   | Vriendschappelijk | 2          | 0                                          | 0           |
| 18 november 2014  | Griekenland – Servië    | 0 – 2   | Vriendschappelijk | 7          | 0                                          | 0           |
| 29 maart 2016     | Noorwegen — Finland     | 2 – 0   | Vriendschappelijk | 2          | 0                                          | 0           |
| 2 juni 2016       | Macedonië — Iran        | 1 – 3   | Vriendschappelijk | 4          | 0                                          | 0           |
| 31 augustus 2017  | België – Gibraltar      | 9 – 0   | WK-kwalificatie   | 1          | 0                                          | 2           |
| 22 maart 2018     | Denemarken — Panama     | 1 – 0   | Vriendschappelijk | 4          | 0                                          | 1           |
| 2 juni 2019       | Luxemburg — Madagaskar  | 3 – 3   | Vriendschappelijk | 1          | 0                                          | 0           |